# یزید بن زیاد
یزید بن زیاد بن ابیه (متوفی ۶۸۳ پس از میلاد) از فرماندهان نظامی اموی بود که در زمان سلطنت یزید بن معاویه از سال ۶۸۰ میلادی تا زمان مرگش فرماندهی سربازان را در سرزمین سیستان برعهده داشت. برادرش عبید الله بن زیاد والی بصره و برادر دیگرش سلم بن زیاد والی خراسان از آن استفاده کردند. او در سال ۶۸۳ میلادی در سیستان امیرالجند (فرمانده کل، احتمالاً با مسئولیت‌های مالی و مدنی) شد و زابلستان و شروان را در نزدیکی کابل کنونی فتح کرد. اما او شکست خورد و یزید کشته شد.